# Episodi di Lost in Space (serie televisiva 1965) (terza stagione)
La terza stagione della serie televisiva Lost in Space, composta da 24 episodi, è stata trasmessa dall'emittente televisiva statunitense CBS dal 6 settembre 1967 al 6 marzo 1968. La stagione è tutt'ora inedita in italiano.
| nº | Titolo originale              | Titolo italiano | Trasmissione USA  | Trasmissione Italia |
| -- | ----------------------------- | --------------- | ----------------- | ------------------- |
| 1  | Condemned of Space            | inedita         | 6 settembre 1967  | inedita             |
| 2  | Visit to a Hostile Planet     | inedita         | 13 settembre 1967 | inedita             |
| 3  | Kidnapped in Space            | inedita         | 20 settembre 1967 | inedita             |
| 4  | Hunter's Moon                 | inedita         | 27 settembre 1967 | inedita             |
| 5  | The Space Primevals           | inedita         | 4 ottobre 1967    | inedita             |
| 6  | Space Destructors             | inedita         | 11 ottobre 1967   | inedita             |
| 7  | The Haunted Lighthouse        | inedita         | 18 ottobre 1967   | inedita             |
| 8  | Flight Into the Future        | inedita         | 25 ottobre 1967   | inedita             |
| 9  | Collision of Planets          | inedita         | 8 novembre 1967   | inedita             |
| 10 | Space Creature                | inedita         | 15 novembre 1967  | inedita             |
| 11 | Deadliest of the Species      | inedita         | 22 novembre 1967  | inedita             |
| 12 | A Day at the Zoo              | inedita         | 29 novembre 1967  | inedita             |
| 13 | Two Weeks in Space            | inedita         | 13 dicembre 1967  | inedita             |
| 14 | Castles in Space              | inedita         | 20 dicembre 1967  | inedita             |
| 15 | The Anti-Matter Man           | inedita         | 27 dicembre 1967  | inedita             |
| 16 | Target: Earth                 | inedita         | 3 gennaio 1968    | inedita             |
| 17 | Princess of Space             | inedita         | 10 gennaio 1968   | inedita             |
| 18 | Time Merchant                 | inedita         | 17 gennaio 1968   | inedita             |
| 19 | The Promised Planet           | inedita         | 24 gennaio 1968   | inedita             |
| 20 | Fugitives in Space            | inedita         | 31 gennaio 1968   | inedita             |
| 21 | Space Beauty                  | inedita         | 14 febbraio 1968  | inedita             |
| 22 | The Flaming Planet            | inedita         | 21 febbraio 1968  | inedita             |
| 23 | The Great Vegetable Rebellion | inedita         | 28 febbraio 1968  | inedita             |
| 24 | Junkyard in Space             | inedita         | 6 marzo 1968      | inedita             |